# Katherine (Territori del Nord)

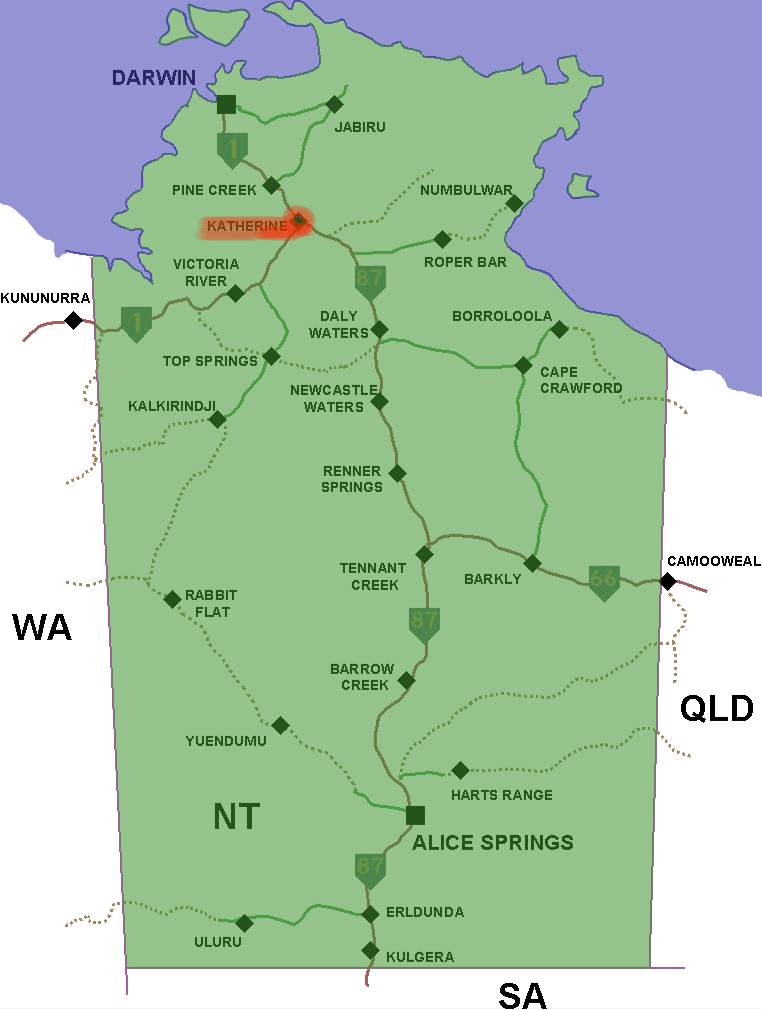
Localització de Katherine al Northern Territory (vermell)

Katherine és una ciutat del Territori del Nord a Austràlia. Es troba a uns 320 km al sud-est de Darwin. És el quats assentament més poblat del Territori del Nord després de la capital, Darwin, Palmerston i Alice Springs. Katherine té 5.849 habitants (2006).
Situada dins una bona ona agrícola, el recurs esconòmic principal de la ciutat havia estat l'or però va disminuir en importància en tancar la mina de Mount Todd. El turisme va en augment i hi ha també una base militar (RAAF Base Tindal) a 17 km al sud-est de la ciutat que també contribueix a la seva economia.
Hi ha una gorja espectacular, Katherine Gorge, al Nitmiluk National Park prop de la ciutat amb pintures rupestres antigues.
Els habitants originaris d'aquesta zona pertanyen al grups lingüístics Jawoyn, Dagoman i Wardaman.

## Història

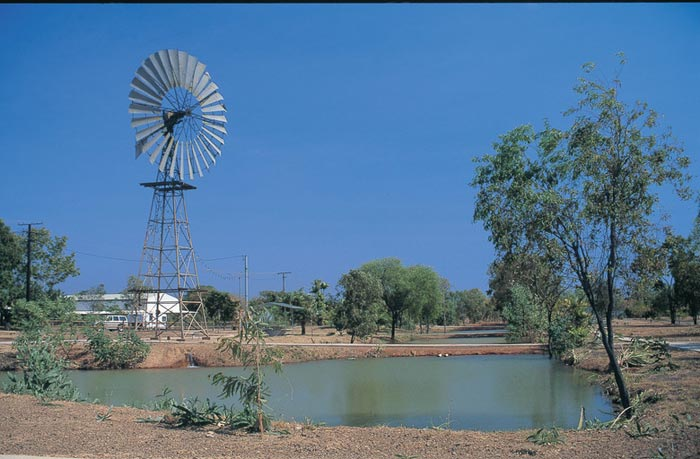
jardins Pine Creek Water

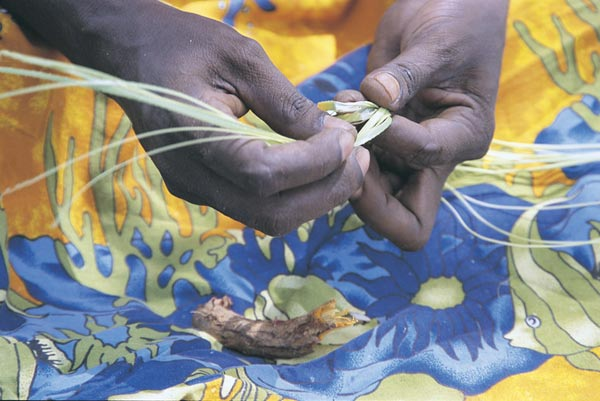
Manyallaluk

El lloc va ser fundat per John McDouall Stuart el 15 de juliol de 1926. La ciutat rep el nom del riu Katherine, aquest nom se'l va donar John McDouall Stuart quan passà per aquesta ona l'any 1862. El següent estadi de desenvolupament de Katherine va ser quan s'hi establí la Katherine Telegraph Station el 22 d'agost de 1872. Fins a 1923 no hi arribà el ferrocarril.
Durant la Segona guerra Mundial l'éxercit australià va construir-hi dos hospitals. Katherine va tenir un únic raid de l'aviació japonesa.
L'any 1998 una inundació devastà aquesta ciutat cobrint una zona de 1.000 km².

## Geografia

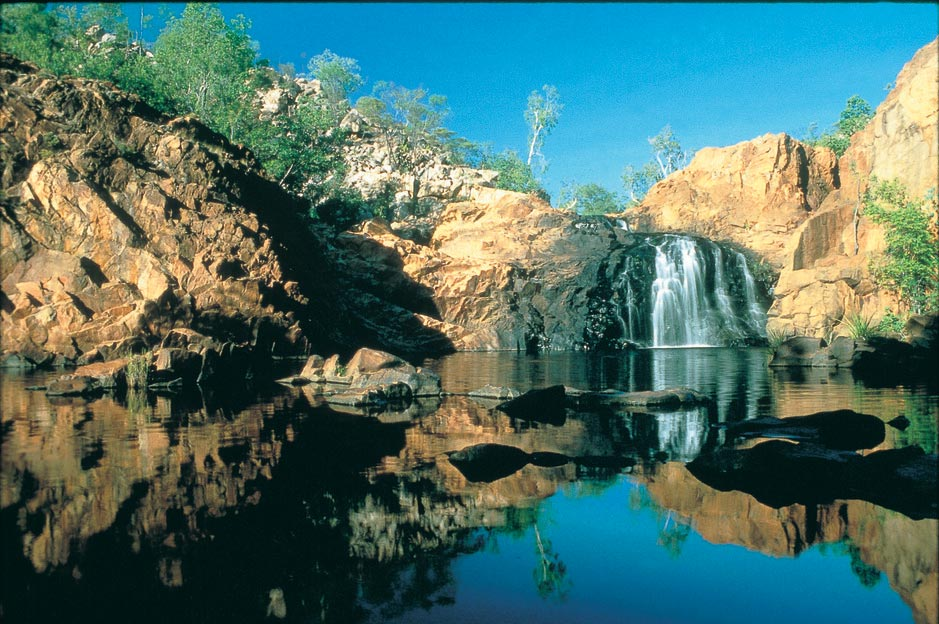
Edith Falls al final de l'estació humida

Katherine té al nord l'Arnhem Land i Kakadu al nord-est. La vegetació és de sabana arbrada (Eucalyptus) tropical. És una zona càrstica.

### Clima
Katherine segons la classificació de Köppen és del tipus Aw (clima de sabana tropical). La pluviometria anual és de 1.132 mm amb una estació seca (de maig a octubre) i una estació humida Les temperatures mitjanes mensuals van de 24° a 35 °C, ocasionalment arriben a 40 °C, amb molta humitat relativa durant l'estació humida. A l'estació seca de nit les temperatures arriben als 7 °C.